# Joanna Dukaczewska
Joanna Katarzyna Dukaczewska (ur. 25 listopada 1954 w Warszawie) – polska lektorka radiowa i telewizyjna oraz spikerka.

## Działalność

### Polskie Radio
- laureatka konkursu Polskiego Radia na stanowisko spikera.
- spiker
- współorganizator Informacyjnej Agencji Radiowej, a potem Radia Info
- publicysta Redakcji Magazynów Informacyjnych i Dzienników Programu I
- 1999 r. – w wyniku konkursu staż w CBC w Kanadzie.

### Prowadząca

#### Programy TVP
- Lista przebojów
- Muzyczny Blok STARE, NOWE NAJNOWSZE
- Koncert życzeń
- Kurier Warszawski i Kurier Mazowiecki
- Notowania
- Kawa czy herbata (również współautor)
- Wiadomości
- Echa Tygodnia - przegląd wydarzeń[1][2]

#### Gale
- 75 lecie Polskiego Radia
- Gala II edycji nagrody im. Andrzeja Drawicza
- X-lecie Informacyjnej Agencji Radiowej
- 38 Światowy Kongres Rolnictwa IFAP
- Gala Wojskowego Instytutu Medycznego
- Gala Konkursu Melchiory 2008 i 2009[3]
- Gala Konkursu o Grand Prix Krajowej Rady Radiofonii i Telewizji 2011 i 2012[4]
- Gala otwarcia wystawy „A muzyka wciąż grała? Polskie Radio 1939 r.” 2014
- Gala na 100-lecie organizacji księgarskich w Polsce
- Gala „Inauguracja Roku Jubileuszowego - 650 lat w Służbie Książki 1364-2014”
- Gala „Inauguracja Alei Gwiazd Literatury w Mińsku Mazowieckim 2014”
- Gala 15-lecia Związku Polskiego Leasingu
- Gala 20-lecia Narodowego Funduszu Ochrony Środowiska i Gospodarki Wodnej
- Gala „50 Największych Banków w Polsce” miesięcznika Bank
- Gala Polish Intellectual Capital Top 50
- Gala Polski Produkt Przyszłości 2010, 2011, 2013, 2014 z udziałem premiera RP
- Gala Market Roku 2009 i 2010
- Gala Perły Rynku FMCG 2007, 2008 i 2009
- Gala Finałowa Szlachetna Paczka 2010 w Krakowie
- Gala Szukamy Chopina 2010

#### Koncerty
- Koncert „Zakazane piosenki na placu Szembeka” 2016
- Jubileuszowe Koncerty Sławy Przybylskiej w Międzyrzecu Podlaskim i w Płocku 2016
- Koncert „Kolędowanie na placu Szembeka” 2015
- Koncerty Noworoczne Ordynariatu Polowego Wojska Polskiego (Dyplomy Benemerenti) styczeń 2010, 2011 i 2012
- Koncerty Chopinowskie w Łazienkach
- Koncerty Wigilijne dla Korpusu Dyplomatycznego
- Koncerty choinkowe dla dzieci z Domów Dziecka z udziałem studenckich zespołów pieśni i tańca
- Trasy koncertowe np. zespołu Skaldowie.

#### Inne
- Konferencja „Partnerstwo publiczno-prywatne. Potencjał, Postęp Przyszłość” PARP 2015.
- cykl Regionalnych Konferencji Informacyjnych w ramach projektu „SCHEMATOM STOP! Wspólne działania instytucji pomocy społecznej i instytucji rynku pracy – pilotaż” Poznań, Kielce, Warszawa 2014
- POLISH-NORWEGIAN POLEKO BUSINESS MIXER Poznań 2013
- „PERFECT DAY - KOBIETY SUKCESU - znane matki i ich córki” - organizatorzy Pracodawcy RP i Royal Prestige Club
- Konferencja „10 lat systemu odzysku i recyklingu w Polsce”
- 15 Konferencja Burmistrzów ECAD – Miasta Europejskie Przeciw Narkotykom
- Pikniki Rotariańskie
- Piknik „Dziecięca Stolica” na Starym Mieście
- Ogólnopolski Halowy Turniej Piłki Nożnej Dziewcząt ZĄBKOWIA CUP 2010, 2011, 2013
- Aukcja na rzecz Hospicjum Onkologicznego w Warszawie
- Warszawska Jesień Poezji 2007, 2008, 2009, 2010, 2011, 2012, 2013, 2014, 2015, 2016
- czytanie fragmentów promowanych książek m.in. w Klubie Księgarza przy rynku Starego Miasta w Warszawie

Źródło:

### Lektor

#### Filmy animowane
- Przygody Chipmanków (VHS, Imperial Entertainment Poland Warszawa)

#### Filmy dokumentalne
- 2007: Moja Kuba, moja Polska[6]
- 2005: Yugonostalgia[6]

## Nagrody
- Laureatka Konkursu w Składaniu Życzeń Świątecznych i Noworocznych w ramach konkursu Mistrz Mowy Polskiej
- 2003 – III nagroda
- 2002 – wyróżnienie w tym samym konkursie

Źródło: